# Speerwerper (hulpmiddel)

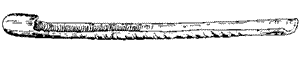
De speer wordt met de punt naar rechts, met de onderkant tegen de verhoging geplaatst

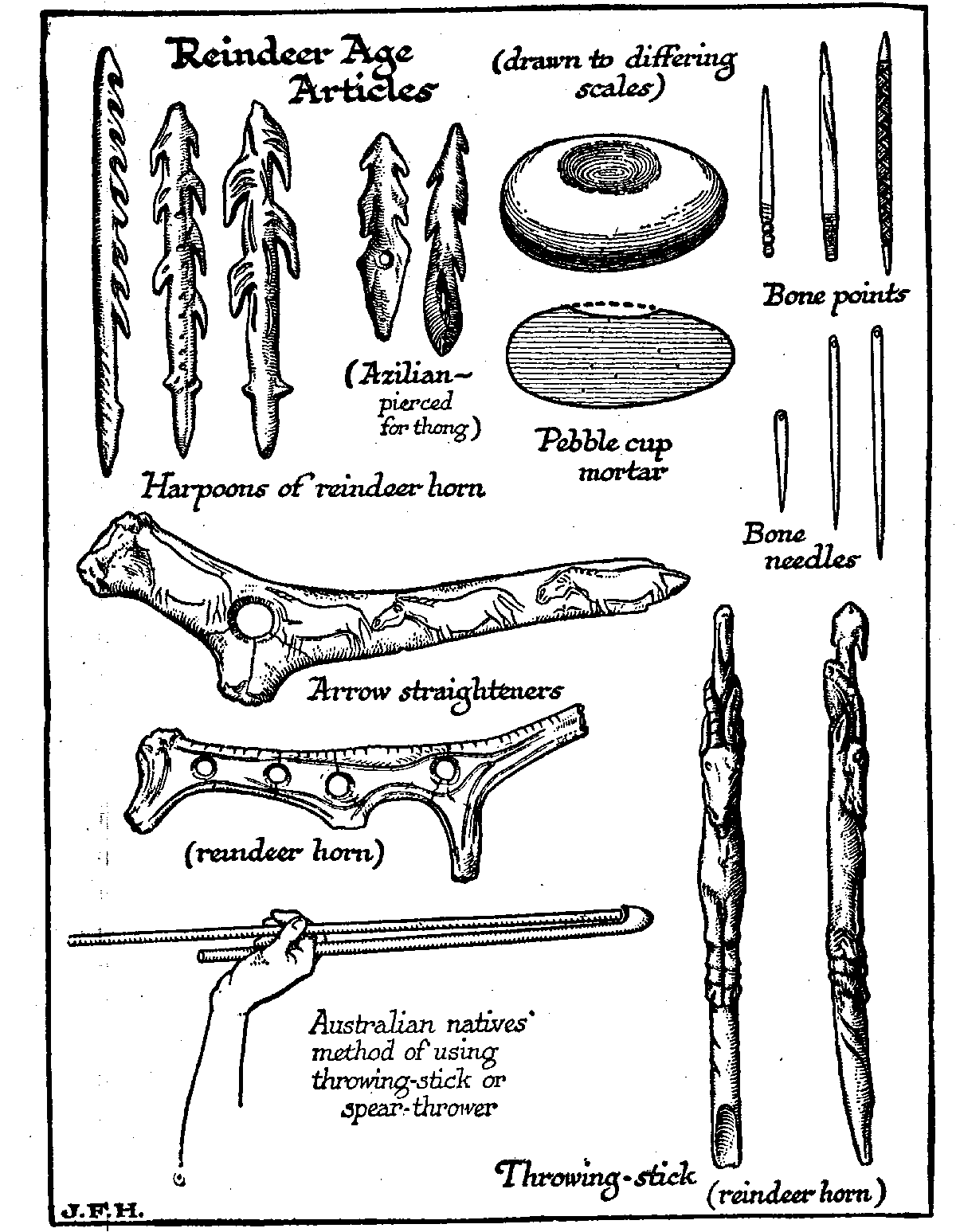
Speerwerper (linksonder) in de hand van de werper

Een speerwerper, speerdrijver of atlatl is een instrument dat in grote delen van de wereld in gebruik was om speren met meer kracht en over een grotere afstand te kunnen werpen. Hij is in vele delen van de wereld in onbruik geraakt na de uitvinding van pijl-en-boog, maar wordt nog gebruikt bij de Australische Aboriginals (woomera) en (als harpoenwerper) bij de Inuit. De speerwerper werkt als een hefboom: bij het loslaten van de speer kan met een polsbeweging een extra impuls aan het projectiel worden gegeven. Hierdoor zijn snelheden tot ca. 150 km/u mogelijk.
Het woord "atlatl" komt uit het Nahuatl, een taal van de Azteken, Zij gebruikten dit wapen in de tijd toen zij in aanraking kwamen met de Spanjaarden, die vanaf 1519 hun land veroverden. In Europa zijn sporen van de speerwerper gevonden van omstreeks 20.000 jaar geleden.
De World Atlatl Association organiseert internationale toernooien voor gebruikers van dit werphulpmiddel.